# Disautonomia familiare
Per  disautonomia familiare  in campo medico, si intende una condizione autosomica recessiva tipica dell'infanzia, ma di rara diffusione.

## Storia
Riley fu il primo a segnalare tale forma di patologia nel 1949,

## Epidemiologia
Si mostra prevalentemente in età infantile, maggiormente colpiti risultano gli ebrei Ashkenazi, la sua diffusione rimane rara.

## Sintomatologia
Si riscontra ritardo della crescita, dolore, vomito, diaforesi, iporiflessia, ipertensione.

## Prognosi
La prognosi è infausta.